# Арутюнян, Гагик Гарушевич
Га́гик Гару́шевич Арутюня́н (арм. Գագիկ Գարուշի Հարությունյան; род. 23 марта 1948 село Раздан, Котайкский район) — советский и армянский юрист и государственный деятель, бывший председатель Конституционного суда Армении.

## Биография
- 1965—1970 — экономический факультет Ереванского государственного университета.
- 1970—1973 — учился в аспирантуре Ереванского государственного университета.
- 1973—1982 — преподавал в Ереванском государственном университете, далее был старшим преподавателем, доцентом в Ереванском институте народного хозяйства.
- 1977—1978 — проходил научную стажировку в Белградском университете.
- 1982—1987 — работал экономист-лектором в ЦК компартии Армении.
- 1987—1990 — заведующий социально-экономическим отделом ЦК компартии Армении.
- 1990 — избран депутатом Верховного совета Армянской ССР, а затем заместителем председателя Верховного совета.
- 1991 — был вице-президентом Армении, одновременно с ноября 1991 по июль 1992 — был премьер-министром Армении.
- С февраля 1996 — назначен председателем Конституционного суда Армении. Председатель совета центра конституционного права Армении.
- С октября 1997 — координатор постоянно действующей конференции органов конституционного контроля стран молодой демократии и председатель редакционного совета международного журнала «Конституционное правосудие».
- С декабря 1997 — действительный член международной академии информатизации.
- С 1997 — член Европейской комиссии «За демократию через право» Совета Европы.
- 23 апреля 1998 — указом президента Армении присвоен высший квалификационный класс судьи.
- С ноября 1998 — член международной ассоциации конституционного права.
- Март 1999 — защитил докторскую диссертацию на тему «Конституционный Суд в системе государственной власти (сравнительный анализ)». Доктор юридических наук, профессор. Автор более 120 научных трудов, которые посвящены проблемам регионального развития, государственного управления, демократизации общества, конституционного права и конституционного правосудия.
- Февраль 2009 — лауреат высшей юридической премии «Фемида» за 2008 год в номинации «Содружество независимых государств».

## Награды
- Орден Тиграна Великого (17 сентября 2016) — по случаю 25-летия Независимости Республики Армения, за значительный вклад в становление и укрепление государственности и развитие конституционного права[1].